# Església de Sant Aniol de Finestres
L'església de Sant Aniol de Finestres és d'origen romànic dels segles X-XI amb reformes del segle xviii .Està dedicada a Sant Aniol i situada al terme municipal de Sant Aniol de Finestres a la Vall del Llémena, a la comarca de la Garrotxa. És un monument inventariat a l'Inventari del Patrimoni Arquitectònic de Catalunya.

## Descripció

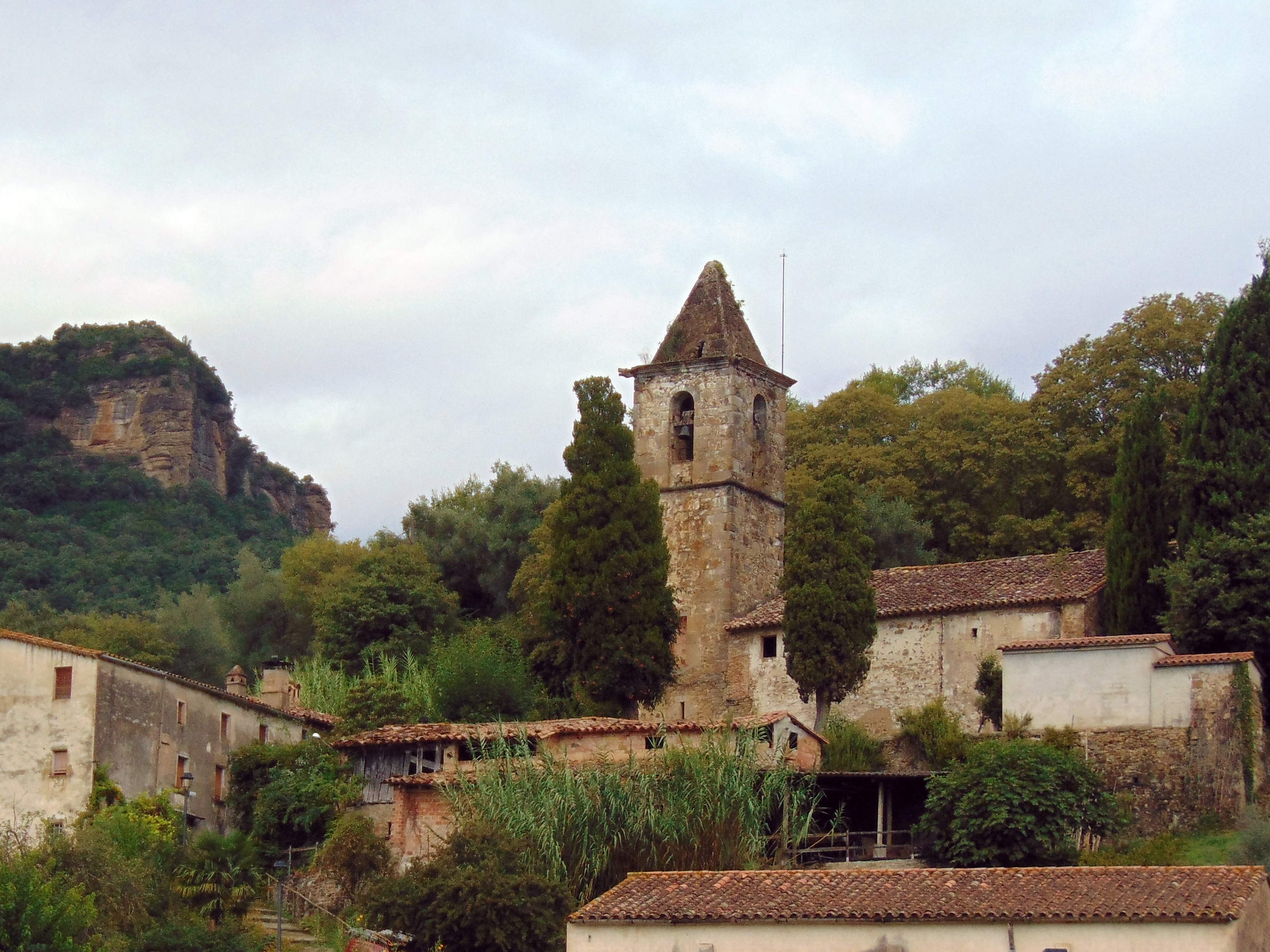

És un edifici d'una nau ampliada amb altres de laterals, una de les quals està dedicada a Santa Llúcia. La part més antiga, dels segles X-XI és l'absis romànic semicircular decorat amb arquacions llombardes cegues, separades en grups de tres per lesenes. i alguns paraments de mur. L'àbsis estava tapat a l'interior per un retaule de fusta modern amb les imatges de Sant Aniol, de la Mare de Déu del Carme i de Sant Pere. Tot l'interior de l'església és enguixat i pintat amb pintures modernes molt malmeses. La connexió entre les naus laterals i la central es fa a través de dues grans arcades que hi ha a cada costat. Les més properes al presbiteri tenen arcs formats amb carreus de pedra.
La nau és sobrealçada i tant a nord com a sud se li afegiren construccions que a l'interior acullen les capelles laterals. A l'extrem de ponent s'alça la torre del campanar, amb teulat de punxa amb vessants a quatre vents i obertures per cada banda. A la part baixa es conserven les restes d'una finestra cegada amb la data de 1759.
La porta, situada al costat de ponent, fou realitzada l'any 1758 seguint l'estil barroc. Està coronada per la imatge de Crist a la creu i la de la Verge Immaculada; dues testes humanes emmarquen la data de construcció d'aquest element. A la part central hi ha un motiu floral estilitzat, emmarcat dins un cercle i voltat per la següent inscripció: VERE NON EST HIC ALIUM NI SI DOMUS DEI PORTA CELI.
A l'interior de l'església es conserva la pica d'aigua beneita què està situada damunt d'una base molt moderna i ornamentada amb grans fullatges estilitzats,. Les seves dimensions són: diàmetre exterior de 44 cm, interior de 34 cm i alçada sense base de 30 cm.

## Història
L'església està documentada l'any 979 com "Sanctum Andeolum... ad juxta castro Fenestras". El comte de Besalú i bisbe de Girona Miró II la va llegar aquell any a la seu episcopal de Girona. El 1362 és citada com a parròquia de "Sancti Andeoli" en el "Llibre Verd" del Capítol de Girona i com a "Sent Aniol" l'any 1391 quan, per voluntat testamentària, Hug, baró de Santa Pau, llegà 40 sous per l'obra de l'església. En els terratrèmols dels anys 1425, 1426, 1427 i 1724 l'església va quedar molt afectada i el 1432 va ser declarada maiore parte postratam i no apte per al culte,, cosa que obligà un seguit de reformes. Al segle xvi, Antoni d'Oms, baró de Santa Pau, atorgà remissió als habitants de la parròquia de "Sancti Andeoli". Durant el segle xviii s'hi feren altres modificacions, especialment en la porta occidental barroca.
L'any 1997, arran d'unes obres en el presbiteri, s'hi va fer una troballa arqueològica excepcional que va revelar l'origen històric del poble. El forat que van fer els operaris per treure l'altar va permetre descobrir un mosaic de l'època romana. Es tractava, de fet, d'un paviment d'Opus Signinum (morter hidràulic), al qual se li havien afegit, quan encara era tendre, tot un seguit de petits daus blancs de pedra calcària, amb algun de negre, que configuren un motiu geomètric, i això va permetre datar l'estructura, del segle ii aC al segle I aC. Una part del mosaic estava malmès per la posterior construcció de l'església romànica. Per les dimensions i les característiques de la cambra i del paviment, es creu que es tractaria de les restes d'un petit templet, del qual aquest mosaic en seria el paviment de l'única cambra que el componia.